# Название Австралии

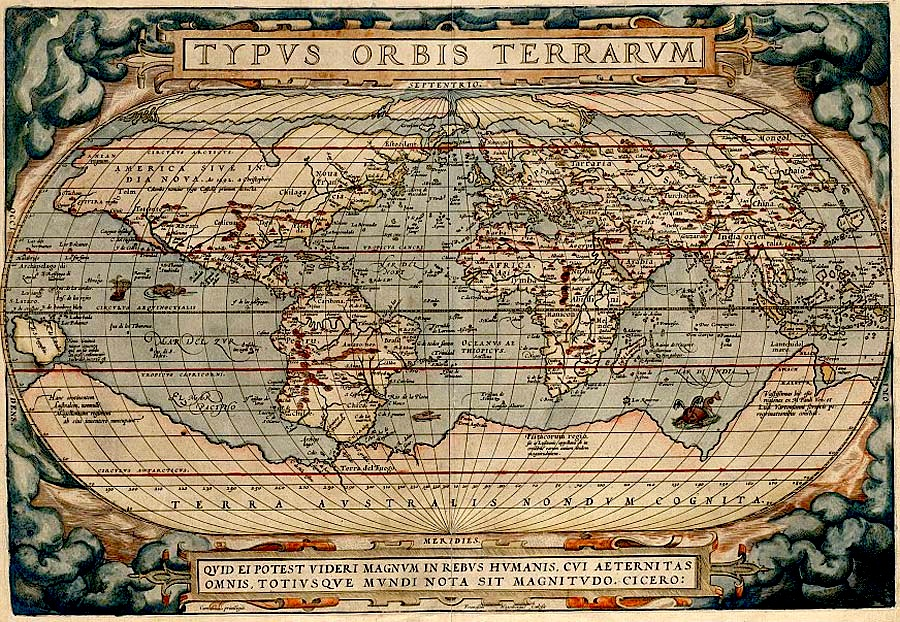
Карта 1570 года с Неведомой южной землёй

Название «Австралия» (англ. Australia, [əˈstɹæɪljə, -liə] в австралийском английском) используется для обозначения материка в Южном полушарии, а также неофициального названия государства, расположенного на этом материке (официальное название государства — «Австралийский Союз»). Название происходит от лат. austrālis («южный»). Название континента за более чем 400-летнюю историю освоения европейцами неоднократно менялось. Термин «Австралия» в качестве официального названия континента предложен британским мореплавателем Мэтью Флиндерсом в 1814 году и утверждён правительством Великобритании в 1824 году.
В разговорной речи австралийцев для обозначения Австралии используется коллоквиализм Oz. Для обозначения прилагательного «австралийский» австралийцами используется слово Aussie ([ˈɒzi]).

## История

### Легенды античности и средневековья
Идея о существовании в Южном полушарии континента, который должен «уравновешивать» континенты Северного полушария, чтобы Земля не перевернулась, существовала ещё со времён Римской империи и находила своё отражение на географических картах — в частности, на картах писателя и философа Макробия (V век н. э.). На средневековых картах в Южном полушарии изображалась территория под названием «Неизвестная южная земля» (лат. Terra Australis Incognita), на ней нередко «размещали» горы, леса и реки, но эти изображения не основывались на каких-либо фактических данных. Интерес к гипотетическому южному материку резко возрос в эпоху великих географических открытий.

### Эндрахтленд

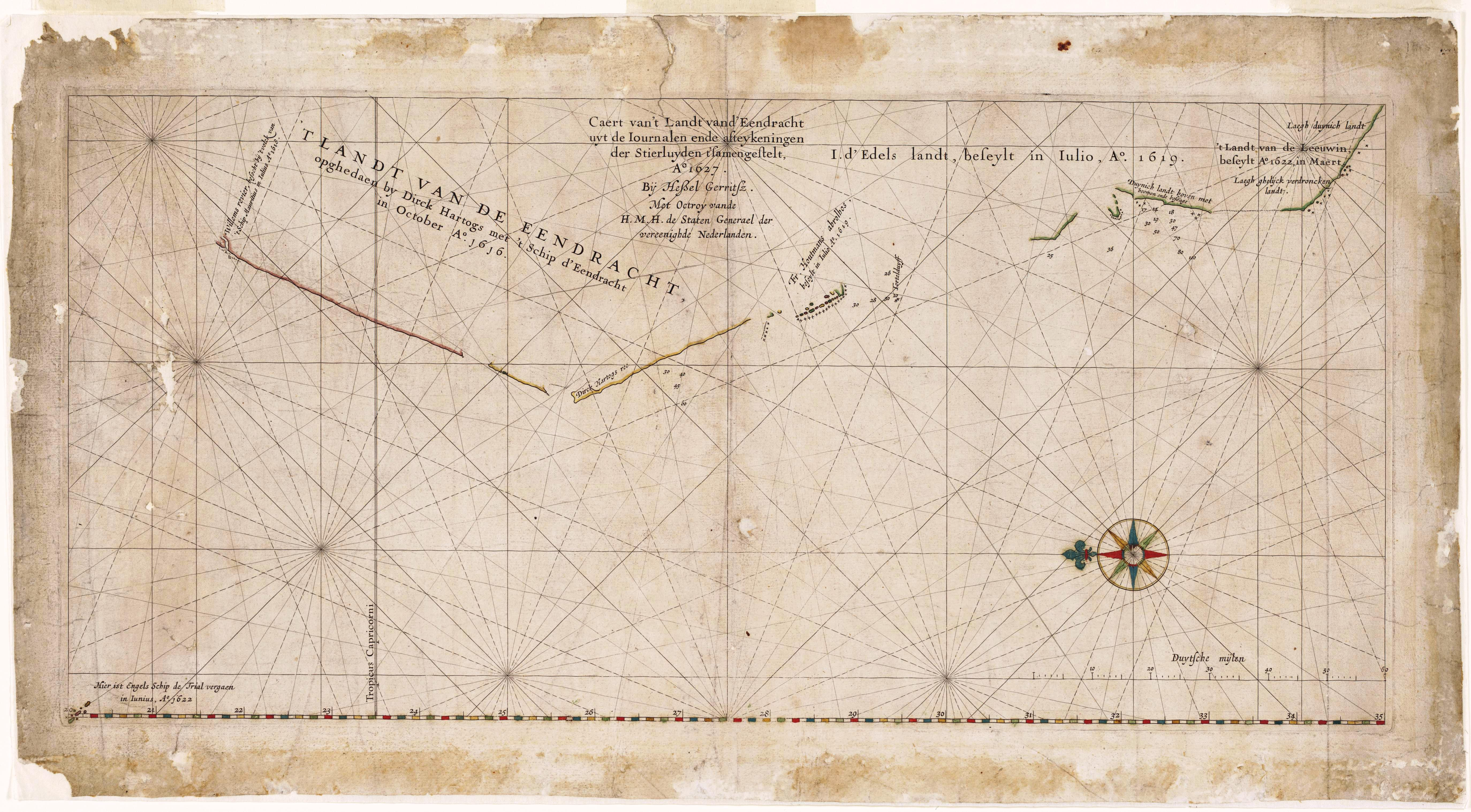
Карта «Земли Эндрахта», составленная Гесселем Герритсом, 1627 год

В 1616 году голландский мореплаватель Дерк Хартог, служивший в Голландской вест-индийской компании, на корабле «Эндрахт» («Единство») достиг западного побережья Австралии в районе 26-й параллели южной широты. Это место в настоящее время известно как остров Дерк-Хартог. Дерк Хартог затем обследовал побережье материка на протяжении около 300 км и дал открытым территориям название «Земля Эндрахта» (нидерл. T'Landt van d'Eendracht) или «Эндрахтленд» (нидерл. Eendrachtsland) в честь своего судна. Одиннадцать лет спустя, в 1627 году, название появилось на морских навигационных картах, в частности, на Карте Земли Эндрахта, составленной официальным картографом Ост-индской компании Гесселем Герритсом, однако есть сведения, что это название использовалось на картах уже с 1619 года.
На титульном листе голландского издания 1626 года «Журнал флота Нассау» (нидерл. Iournael vande Nassausche Vloot) была размещена маленькая карта мира, где была показана территория «Эндрахтленд», причём она впервые была показана как часть значительно более крупного массива суши.
Название «Эндрахтленд» использовалось вплоть до 1644 года, когда голландский мореплаватель Абел Тасман назвал эти земли «Новой Голландией».

### Новая Голландия

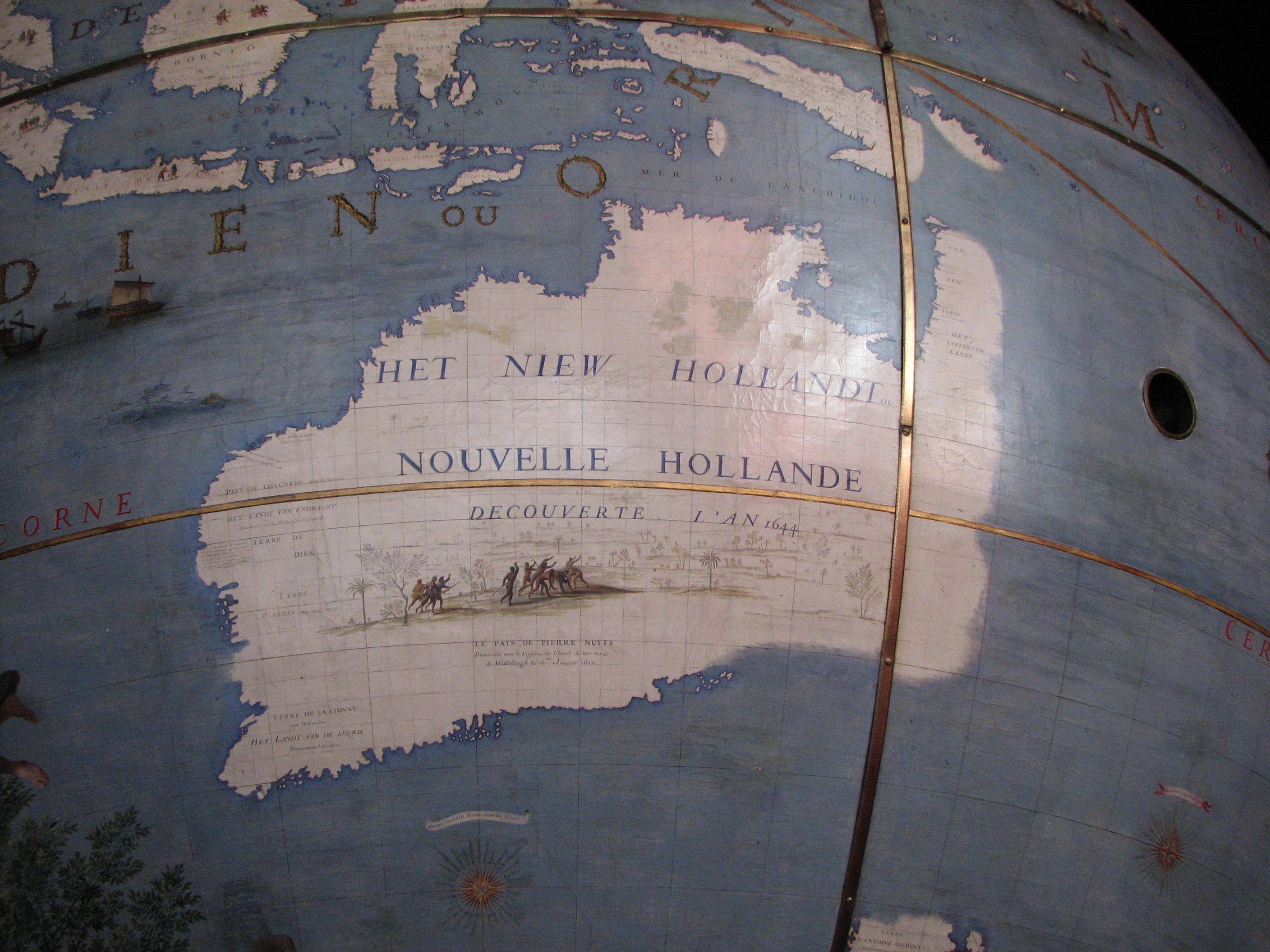
Новая Голландия на глобусе Коронелли 1681 года

Абел Тасман в ходе своих плаваний 1642—1643 и 1644 годов провёл непрерывную съёмку 4,7 тыс. км северного побережья Австралии, из них 2,8 тыс. км, идя вдоль северного и северо-западного берега материка. Экспедиция доказала, что все «земли», обнаруженные голландцами (кроме Земли Ван-Димена, ныне — остров Тасмания), являются частями единого материка, для которого Тасман предложил название «Новая Голландия» (нидерл. Nieuw Holland), вошедшее в мировую практику и закрепившееся на картах на протяжении полутора столетий, а в самих Нидерландах — до конца XIX века.
Название «Новая Голландия» также нашло многочисленные отражения в художественной литературе. Например, в «Путешествиях Гулливера» Д.Свифта главный герой, от лица которого ведётся рассказ, покинув страну гуигнгнмов, проводит несколько дней на юго-восточном побережье Новой Голландии, прежде чем его подбирает корабль. Эдгар По в своём первом прозаическом произведении «Рукопись, найденная в бутылке» 1833 года упоминает название «Новая Голландия» применительно к Австралии.

### Улимароа
В 1776 году шведский географ и картограф Даниэль Дюрберг дал континенту название «Улимароа». Это название является адаптированным вариантом слова «Олемароа» из языка маори, найденного Дюрбергом в журналах мореплавателя Джеймса Кука и сэра Джозефа Бэнкса. Есть точка зрения, что Дюрберг ошибочно интерпретировал это слово: маори использовали его для обозначения не Австралии, а Новой Каледонии — крупнейшего острова одноимённого архипелага. Дюрберг полагал, что маорийское название означает нечто вроде «большой красной земли», тогда как современные лингвисты считают, что его значение «длинная рука» — из-за очертаний острова Новая Каледония. Название Дюрберга до 1820 года использовалось на географических картах ряда европейских государств — в частности, Австро-Венгрии, Германии и Швеции, а также в романе шведского писателя Карла Альмквиста 1817 года швед. Parjumouf Saga ifrån Nya Holland.

### Австралия

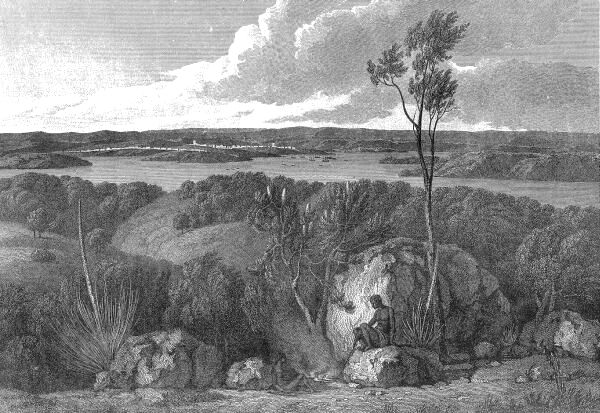
Вид на Порт-Джексон, из книги М.Флиндерса Путешествие в Terra Australis

Наряду с другими названиями, термин «Австралия» («Australia»), от Terra Australis Incognita, применительно к континенту стал использоваться с XVII века.
Первое документально зафиксированное упоминание слова «Australia» в англоязычном источнике отмечено в книге 1625 года «Сведения об Аустралиа-дель-Эспириту-Санту, записанные мастером Халклайтом» (англ. A note of Australia del Espíritu Santo, written by Master Hakluyt), опубликованной Самуэлем Пурчасом в Hakluytus Posthumus. В этой книге испанское название «Аустралиа-дель-Эспириту-Санту» (исп. Australia del Espíritu Santo), данное острову в архипелаге Новые Гебриды, было искажено до «Australia».
Прилагательное «Australische» использовалось голландскими чиновниками Батавии (современная Джакарта) для обозначения всех южных земель, открытых после 1638 года. Во французском языке слово «Australia» было использовано в книге 1676 года французского писателя-утописта Габриэля де Фуаньи «Приключения Жака Садера, его путешествие и открытие Земли Австралии» (фр. Les Aventures de Jacques Sadeur dans la Découverte et le Voyage de la Terre Australe). Шотландский географ Александр Далримпл в своей книге «Историческая коллекция путешествий и открытий в южной части Тихого океана» (англ. An Historical Collection of Voyages and Discoveries in the South Pacific Ocean; 1771) использовал это название по отношению ко всей южной части Тихого океана. Британские ботаники Джордж Шоу и Джеймс Смит используют этот термин для обозначения австралийского континента в своей книге «Зоология и ботаника Новой Голландии» (англ. Zoology and Botany of New Holland; 1793). Использует это название и путешественник Джеймс Уилсон на карте 1799 года.
В результате второго плавания Джеймса Кука в 1772—1775 годах гипотетический Южный материк в средних широтах не был обнаружен и, как полагал Кук, если он и
существует, то только в самых высоких широтах. Поэтому ставшее уже привычным на картах название Terra Australis оставалось свободным. Этим
воспользовался английский мореплаватель и гидрограф Мэтью Флиндерс, известный тем, что в 1803 году первым совершил плавание вокруг материка, именуемого «Новой Голландией». В 1814 году Флиндерс публикует книгу под названием «Путешествие в Terra Australis» (англ. A Voyage to Terra Australis). При её подготовке Флиндерс пытается убедить своего патрона, президента Лондонского королевского общества Джозефа Бэнкса, использовать для названия материка термин Terra Australis. Флиндерс писал:

Если бы я позволил себе любое новшество, то это было бы преобразование названия континента в «Australia», так как оно и более приятное для уха, и сочетается с именами других великих частей света.
Оригинальный текст (англ.)Had I permitted myself any innovation on the original term, it would have been to convert it to Australia; as being more agreeable to the ear, and an assimilation to the names of the other great portions of the earth.

Несмотря на распространённое заблуждение, книга не сыграла особой роли в принятии слова «Australia» для названия континента — это название было принято лишь через десять лет после выхода книги Флиндерса. Лаклан Маккуори, губернатор Нового Южного Уэльса, использовал это название в официальных посланиях в Англию, а 12 декабря 1817 года рекомендовал Министерству по делам колоний Британской империи официально принять его. В 1824 году Британское адмиралтейство окончательно утвердило название континента «Австралия» (англ. Australia).

## Австралия и страна Оз

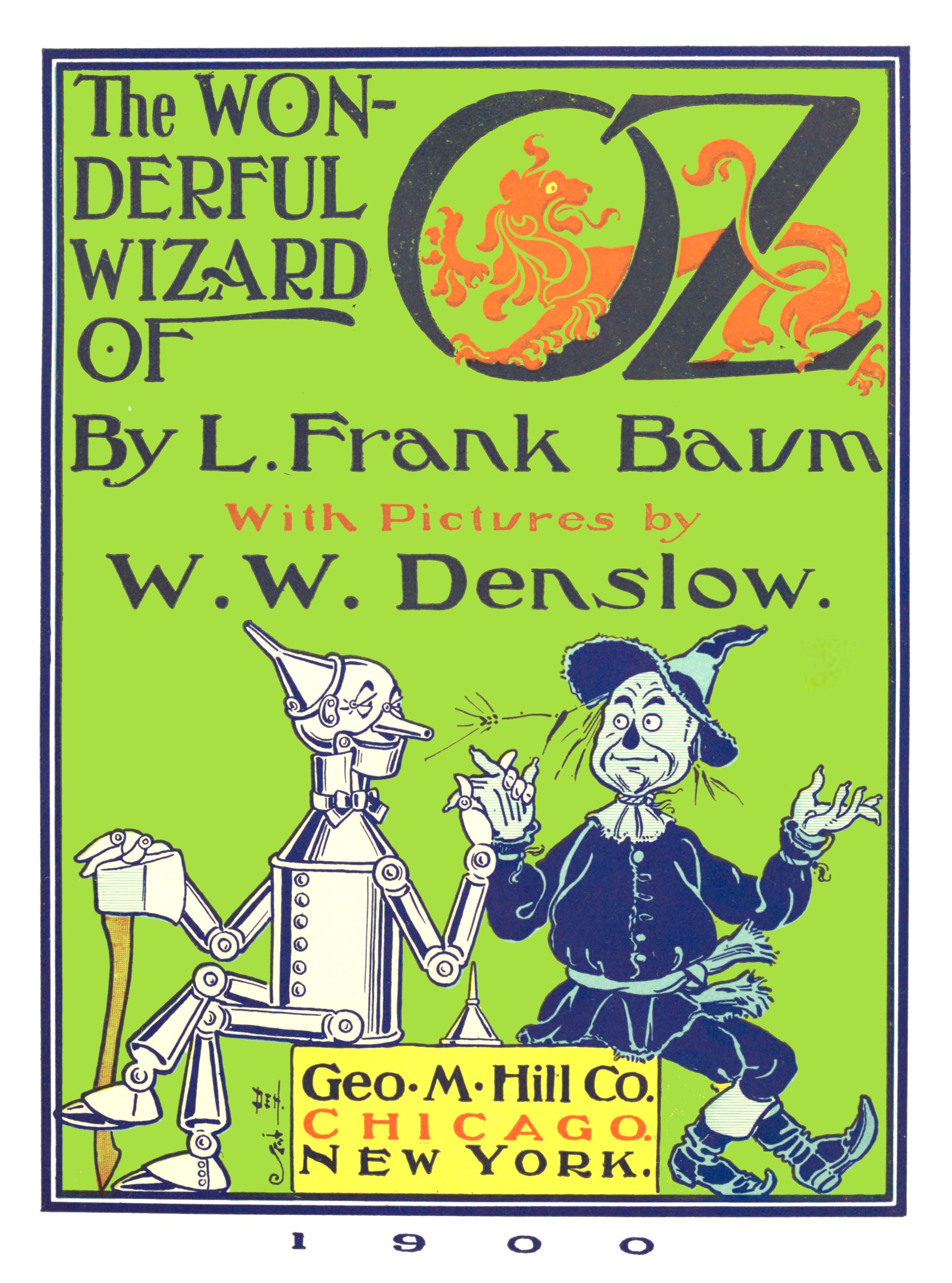
Обложка книги Л. Ф. Баума «Удивительный волшебник из страны Оз»

C начала XX века Австралию в разговорном английском стали именовать «Оз» — сначала вне, а затем и в самой Австралии. Оксфордский словарь английского языка фиксирует в 1908 году упоминание названия страны в форме «Oss». Такой вариант именования нередко связывают с волшебной Страной Оз, описанной Л. Фрэнком Баумом в цикле сказочных произведений, а также их экранизациями — в частности, имевшем большую популярность мюзикле «Волшебник страны Оз» 1939 года. Вероятно, название фильма повлияло на написание и произношение прозвища страны «Оззи». Фильм австралийского режиссёра База Лурмана «Австралия» 2008 года также перекликается с фильмом 1939 года — в частности, там звучит песня Over the Rainbow из «Волшебника страны Оз». Некоторые критики предполагали, что Баум назвал свою сказочную страну «Оз», будучи воодушевлён реальной Австралией: "В «Озме из страны Оз» (1907) Дороти вновь попадает в страну Оз из-за шторма в море, когда она и дядя Генри путешествуют на корабле в Австралию. Как и Австралия, страна Оз находится где-то к западу от Калифорнии и является островным континентом. Как и в Австралии, в стране Оз населённые регионы граничат с большой пустыней. Можно с высокой вероятностью считать, что Баум предполагал сделать страну Оз Австралией, или волшебной страной в центре великой австралийской пустыни.

## Другие названия и прозвища
Австралия известна как «страна внизу» (англ. the Land Down Under, Down Under), из-за местонахождения страны в Южном полушарии. Это прозвище впервые появилось в печати в 1886 году и было популяризировано на международном уровне в 1980 году одноимённой песней австралийской рок-группы Men at Work. Другими, менее распространенными прозвищами Австралии являются «Страйя» («Straya» — «Австралия», произношение в стиле Strine) и «Aussie» или «Ozzie», на австралийском сленге, которые обычно используются как демоним, но иногда распространяются на всю страну (особенно жителями Новой Зеландии). Более поэтические эпитеты, используемые в отношении Австралии, включают в себя такие как «великая южная земля» (получивший популярность благодаря синглу 1982 года Great Southern Land), «счастливая страна» (от одноимённой книги Дональда Хорна 1964 года) и два эпитета из стихотворения Дороти Маккеллар 1908 года «Моя страна» — «загорелая страна» и «широкая коричневая страна».